# Fort Mackenzie
Fort Mackenzie est un lieu-dit situé dans le Nord-du-Québec, dans le territoire non-organisé de Rivière-Koksoak. De 1916 à 1948, l'endroit abritait un poste de traite de la Compagnie de la Baie d'Hudson. Le site se trouve à 150 kilomètres au sud de Kuujjuaq et à 100 kilomètres au nord de Kawawachikamach. 

## Histoire

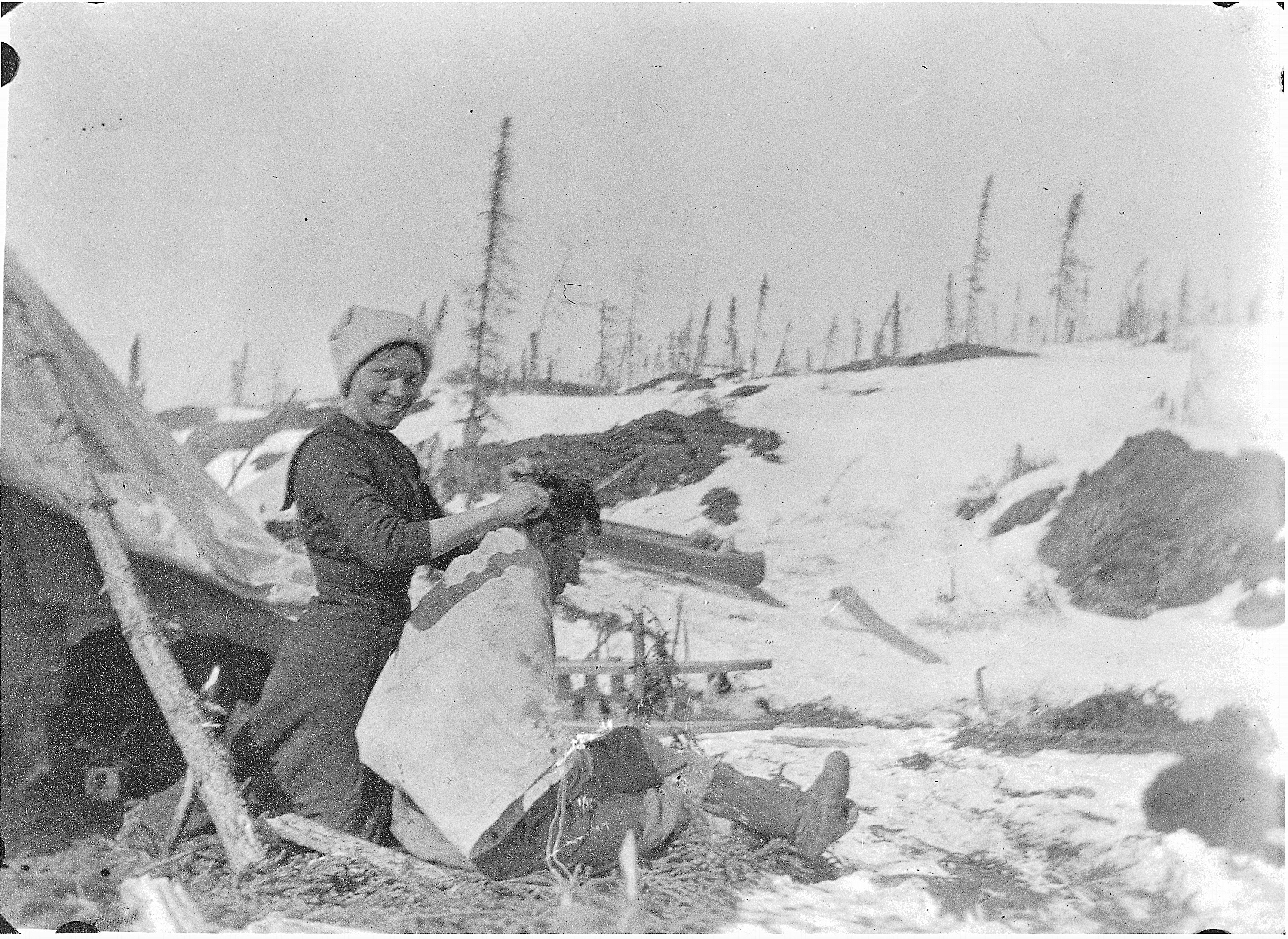
Maud et Jim Watt à Fort McKenzie, 1920.

Au début du XXe siècle, des groupes de chasseurs Naskapis fréquentent le poste de traite de Fort Chimo (aujourd'hui Kuujjuaq), dans la baie d'Ungava. Leur situation est précaire, des famines touchent les trappeurs naskapis et inuits. Le gérant du poste de Fort Chimo, Jim Watt, responsable du district d'Ungava pour la Compagnie de la Baie d'Hudson, choisit d'ouvrir un avant poste à environ 150 kilomètres au sud de Fort Chimo. 
Lors de sa première année d'opération, environ 25 familles se déplacent à Fort Mackenzie pour y échanger des fourrures, sur les 200 familles de chasseurs qui arpentent le territoire. Les trappeurs Naskapis quittent généralement le poste de septembre à mai. Les périodes de janvier et février, alors que la neige est plus abondante, est souvent l'occasion d'un retour à Fort Mackenzie afin d'échanger une partie des fourrures contre des provisions supplémentaires. Pendant l'été, près d'une centaine de Naskapis s'installent autour du poste. La Compagnie de la Baie d'Hudson organise le ravitaillement annuel du poste, à partir de son poste de Fort Chimo. Les brigades de canots quittent Fort Mackenzie au début juin, et rallient le poste aux abords de la baie d'Ungava, via les rivières Caniapiscau et Koksoak. 
Le poste de traite ferme ses portes en 1948. Les trappeurs naskapis fréquentant le lieu sont redirigés vers Fort Chimo (aujourd'hui Kuujjuaq). 

## Enjeux environnementaux
Le site de Fort Mackenzie est depuis un territoire fréquenté par les membres de la Nation naskapie de Kawawachikamach et considéré comme une partie de leur territoire ancestral. Le site compte un campement et un ancien cimetière. En 2022, la nation naskapie travaille à convertir son territoire, incluant le site de l'ancien poste de Fort Mackenzie, comme une aire protégée.

## Toponymie
Le lieu-dit porte le nom du poste de traite des fourrures qui occupait son territoire. Celui-ci a été nommé en hommage à son premier gérant, Sébastien McKenzie, en poste de 1916 aux années 1920. Le lieu est nommé Pwaat Maakinsiy par la communauté Naskapie.